# Simen Agdestein
Simen Agdestein (Asker, 15 de Maio de 1967) é um GM de xadrez e ex-futebolista norueguês. Como enxadrista, ele venceu sete vezes o Campeonato Nacional Norueguês, incluindo o título de 2005.
Agdestein demonstrou um talento prodígio nato para o xadrez, culminando com o primeiro título nacional aos 15, o título de IM aos 16 e o de GM aos 18 anos de idade. Em competições internacionais, suas primeiras conquistas foram o segundo lugar no Campeonato Mundial Júnior de 1986, atrás de Walter Arencibia e a frente de Evgeny Bareev, Viswanathan Anand e Jeroen Piket. Um pouco depois, seu ELO chegou a passar de 2600, mas ele nunca chegou a participar do circuito de elite mundial.
No início da década de 1980, Agdestein se tornou a inveja de jovens ao redor do mundo, quando começou a conciliar campeonatos de xadrez com uma carreira como jogador de futebol.
No início da década de 1990, um machucado no joelho impediu que ele continuasse as atividades de futebolista, o que impactou no seu xadrez, com seu rating diminuindo. Entretanto em 1999, Agdestein deu a volta por cima e voltou a vencer importantes torneios, incluindo o torneio de Cappelle La Grande e o forte torneio da Ilha de Man em 2003.
Ele representou seu país sete vezes durante as olimpíadas de xadrez, na maioria das vezes jogando no primeiro tabuleiro e vencendo sete medalhas individuais de ouro.